# Объединённая никарагуанская оппозиция
Объединённая никарагуанская оппозиция (исп. Unidad Nicaragüense Opositora; UNO) — коалиция никарагуанских Контрас в 1985—1987 годах. Объединяла различные политические силы, распалась из-за противоречий между участниками. Создала политико-методологическую основу для Никарагуанского сопротивления — наиболее эффективного объединительного проекта Контрас.

## Никарагуанская оппозиция
К середине 1980-х сложились крупные военно-политические структуры никарагуанской оппозиции, противостоящие марксистскому режиму СФНО:
- Никарагуанские демократические силы (FDN, лидеры Адольфо Калеро, Энрике Бермудес, Аристидес Санчес)

- Революционно-демократический альянс (ARDE, лидер Эден Пастора)

- Никарагуанская демократическая координация (CDN, лидер Артуро Крус)

- Никарагуанское демократическое движение (MDN, лидеры Альфонсо Робело, Фабио Гадеа)

- MISURASATA (лидер Бруклин Ривера), MISURA/KISAN (лидер Стэдман Фагот).

FDN — крупнейшая структура антисандинистской оппозиции — занимали в целом правые позиции (хотя включали немало бывших сандинистов и левых популистов) и вели вооружённую борьбу против СФНО с плацдарма в Гондурасе. ARDE придерживался левой идеологии и вёл вооружённую борьбу против СФНО с плацдарма в Коста-Рике. MISURASATA и MISURA/KISAN также являлись вооружёнными антисандинистскими формированиями, но отстаивали преимущественно автохтонные интересы индейского населения Атлантического побережья Никарагуа, прежде всего мискито. MDN представляло собой социал-либеральную организацию никарагуанской политэмиграции. CDN объединяла центристские партии, профсоюзы и предпринимательские объединения, стараясь использовать легальные возможности политического оппонирования СФНО. При всех различиях они были объединены антикоммунизмом, антисандинизмом и общей задачей свержения режима Даниэля Ортеги.
Американская администрация Рональда Рейгана рассматривала никарагуанский конфликт как важный участок глобальной Холодной войны и предпринимала серьёзные усилия для консолидации оппозиционных сил Никарагуа.

## Объединение и раскол
О создании Объединённой никарагуанской оппозиции было публично объявлено в апреле 1985. Официальной датой учреждения считается 9 июня, когда с соответствующим заявлением выступили лидеры UNO — Адольфо Калеро, Альфонсо Робело и Артуро Крус. Наряду с FDN, MDN и группой Круса в Объединённую никарагуанскую оппозицию вступил также KISAN. Не удалось добиться подключения ARDE — Эден Пастора считал свою борьбу отстаиванием принципов подлинного сандинизма и отказывался блокироваться с идеологически чуждыми организациями, особенно с FDN.
Создатели UNO объявили о намерении совместными усилиями свергнуть режим СФНО и установить в Никарагуа демократические порядки. Однако между ними с самого начала проявлялись острые политические и межличностные противоречия. Несмотря на формальное равноправие участников, в объединении однозначно доминировали FDN, располагавшие серьёзными боевыми силами. К FDN примыкал KISAN, организация не столь сильная в военном отношении, но также вооружённая. MDN и сторонники Круса военизированных формирований не имели. В результате Калеро принимал решения от имени UNO практически единолично.
Такое положение вызывало протесты Робело и Курса. Ситуация осложнялась тем, что государственные структуры США ориентировались на разных участников UNO: ЦРУ поддерживало FDN Калеро, Госдепартамент отдавал предпочтение лидерам невооружённой оппозиции. На совещании в Майами в мае 1986 была сделана попытка урегулировать противоречия, но она не дала ощутимых результатов.
В январе 1987 Артуро Крус сообщил помощнику госсекретаря США Эллиоту Абрамсу о своём намерении покинуть UNO. К аналогичному решению склонился Робело. Абрамс принял меры и в феврале добился формальной отставки Калеро с поста в UNO. Однако Крус и Робело вышли из коалиции, что привело к распаду UNO.

## Коалиция сопротивления
В целом военно-политическая ситуация 1987 года менялась в пользу контрас. Это практически сразу побудило к новому объединению. В новом проекте использовались политические технологии UNO.
В мае 1987 была создана коалиция Никарагуанское сопротивление (RN). Решающую роль в RN продолжали играть FDN, контроль над основными военными, организационными и финансовыми ресурсами оставался за Triángulo de Hierro — «Железным треугольником» в составе Калеро, Бермудеса и Санчеса. Однако в RN состояло также MDN, другие либеральные и левоцентристские организации, партия мискито YATAMA. Этот блок представлял никарагуанскую оппозицию на мирных переговорах с правительством в марте 1988 года.